# Fehrbellin

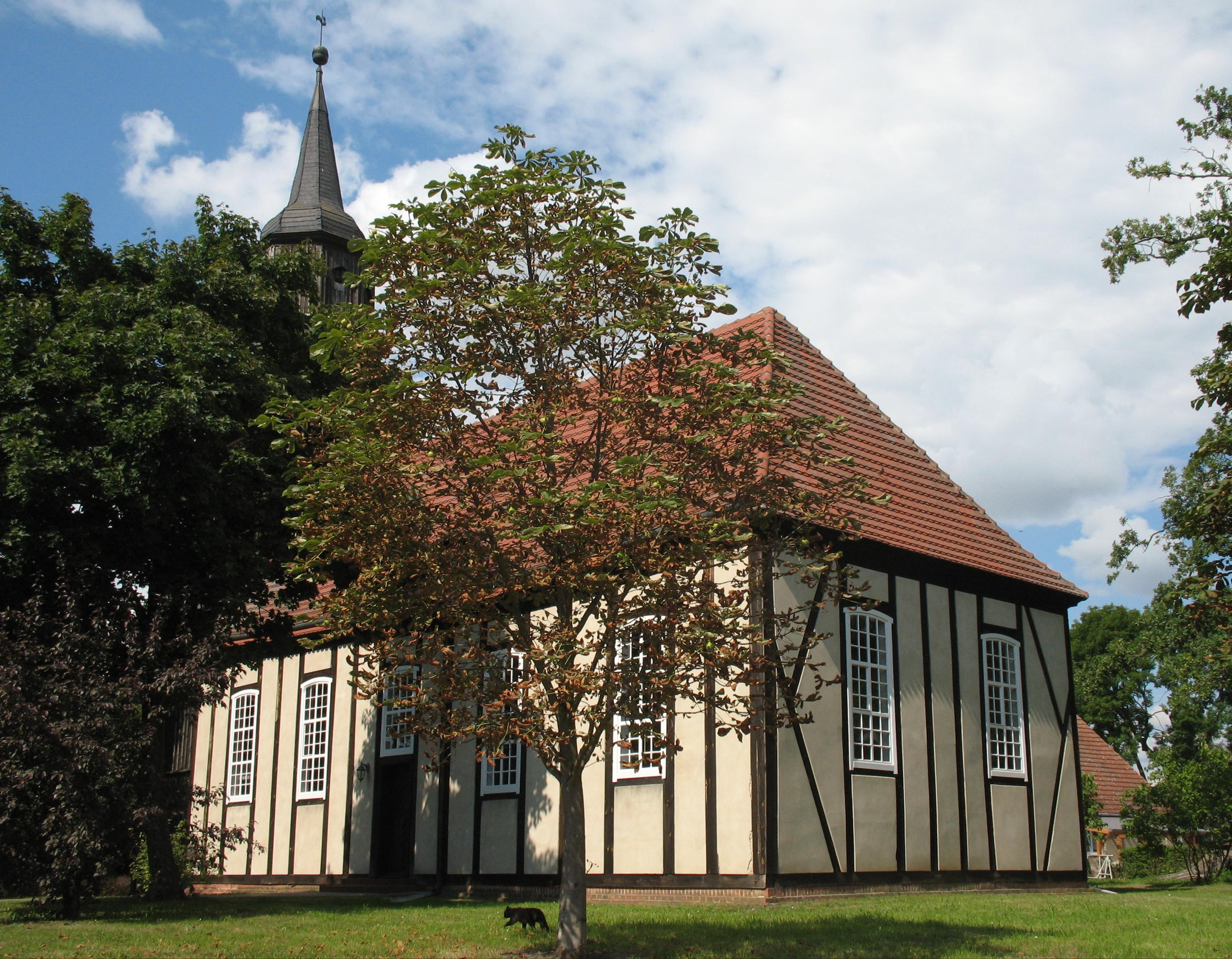
Nhà thờ ở Karwesee

Fehrbellin là một đô thị của Đức, cự ly 60 km về phía tây bắc thủ đô Berlin. Diện tích là 268,16 km2, dân số cuối năm 2006 là 9152 người.
Vào năm 1675, trận Fehrbellin diễn ra ở đây: Quân đội Brandenburg của Tuyển hầu tước Friedrich Wilhelm I đánh tan tác quân xâm lược Thụy Điển, phá vỡ cái huyền thoại "Quân đội Thụy Điển vô địch thiên hạ".

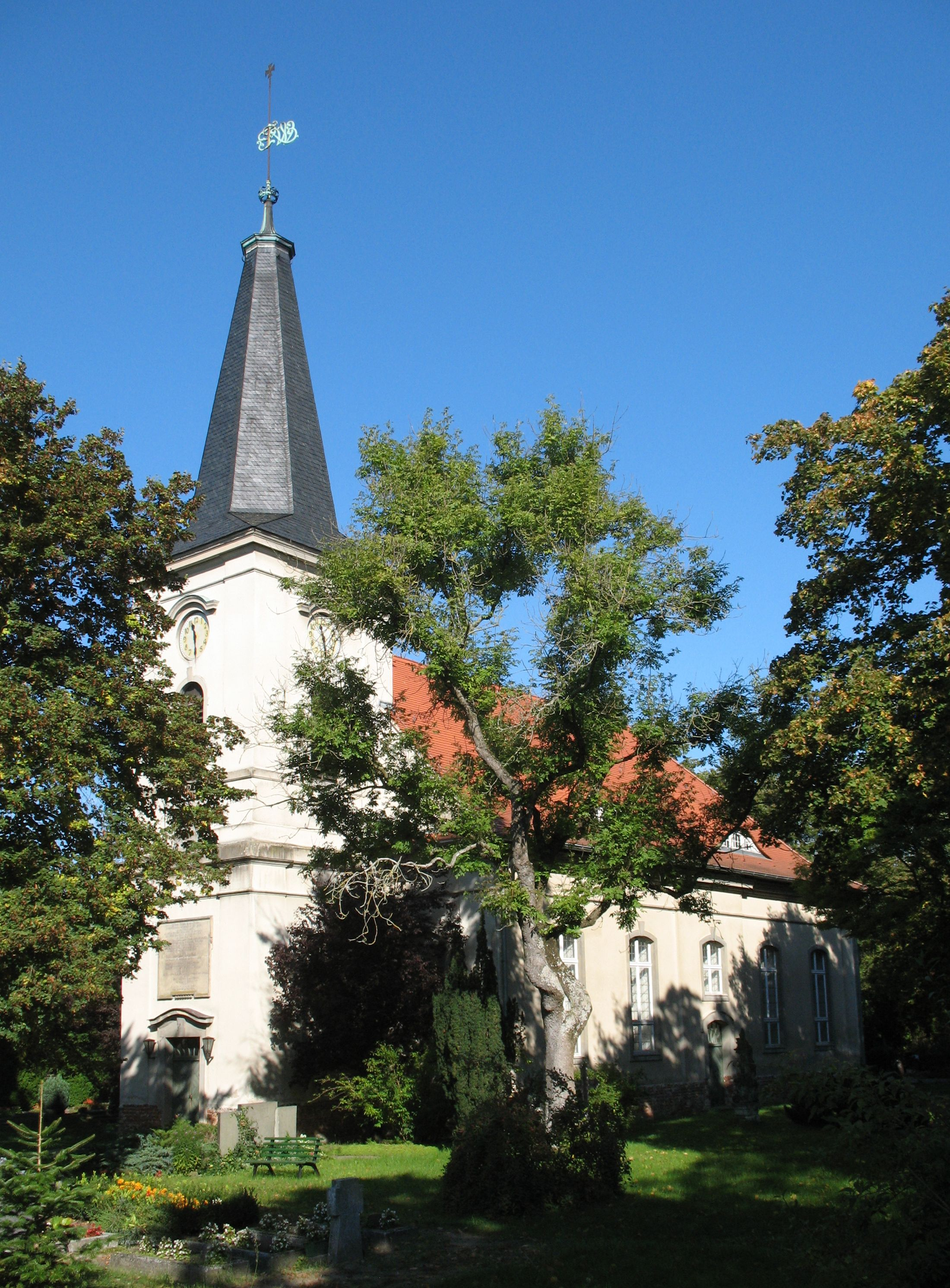
Nhà thờ ở Königshorst

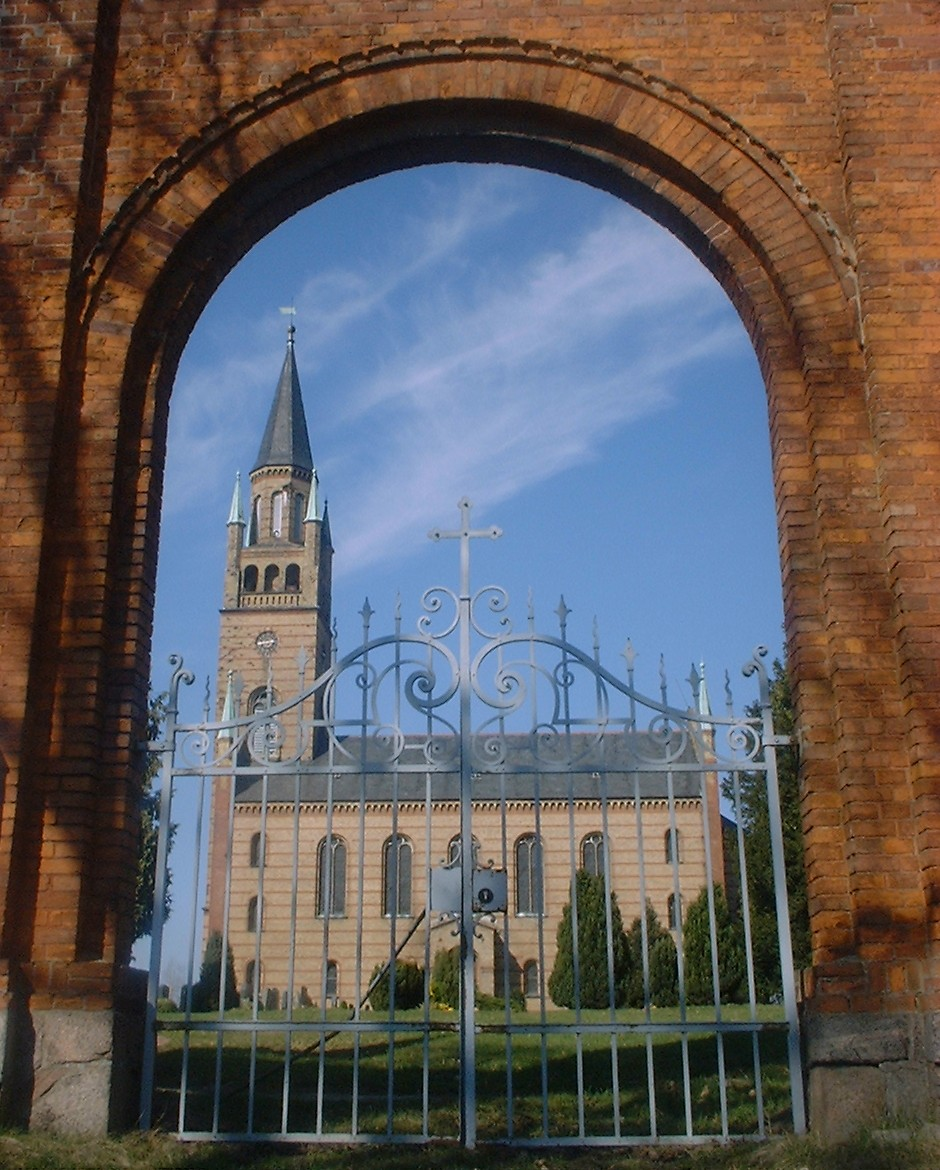
Nhà thờ ở Langen

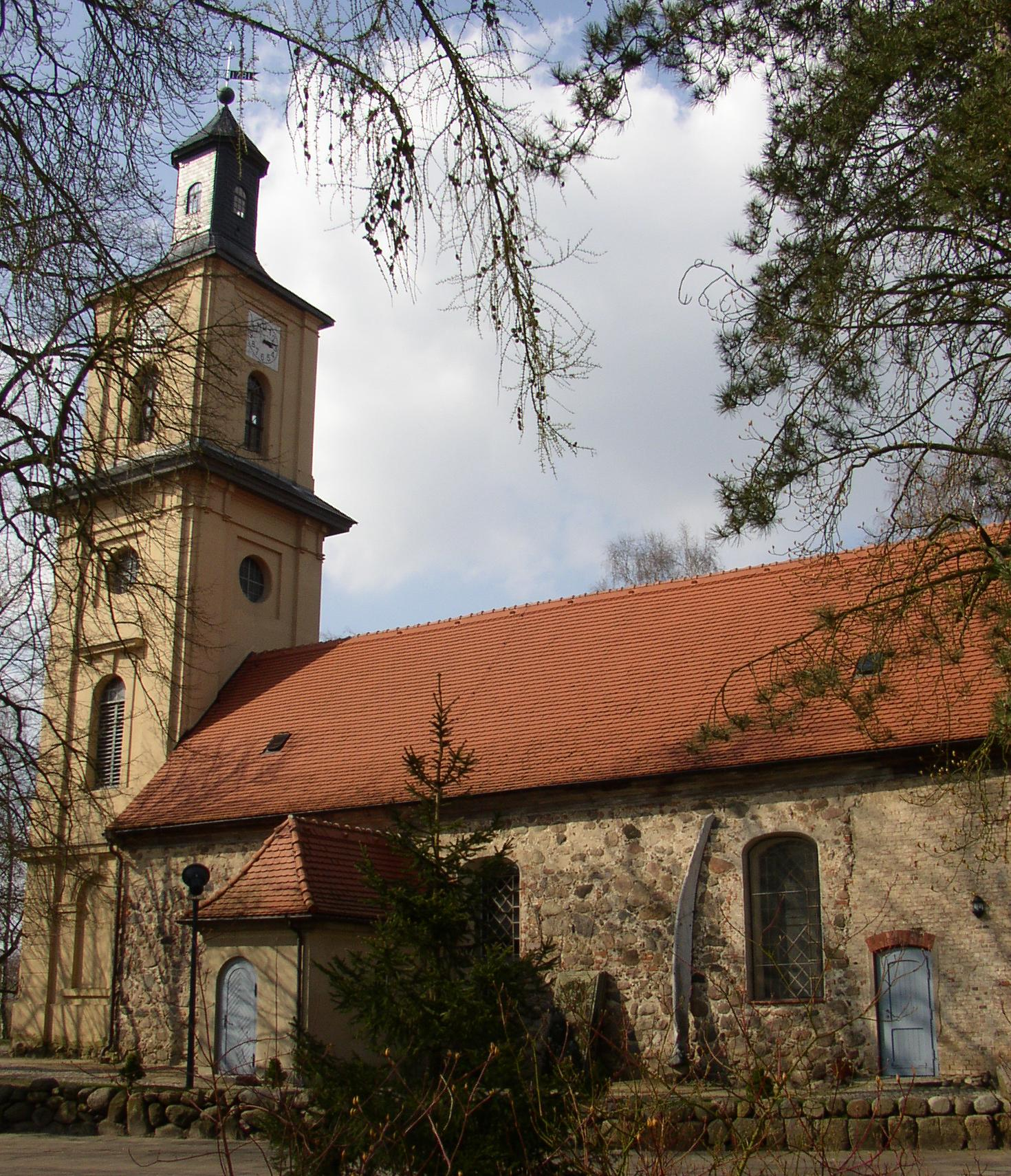
Nhà thờ ở Wustrau

Linum
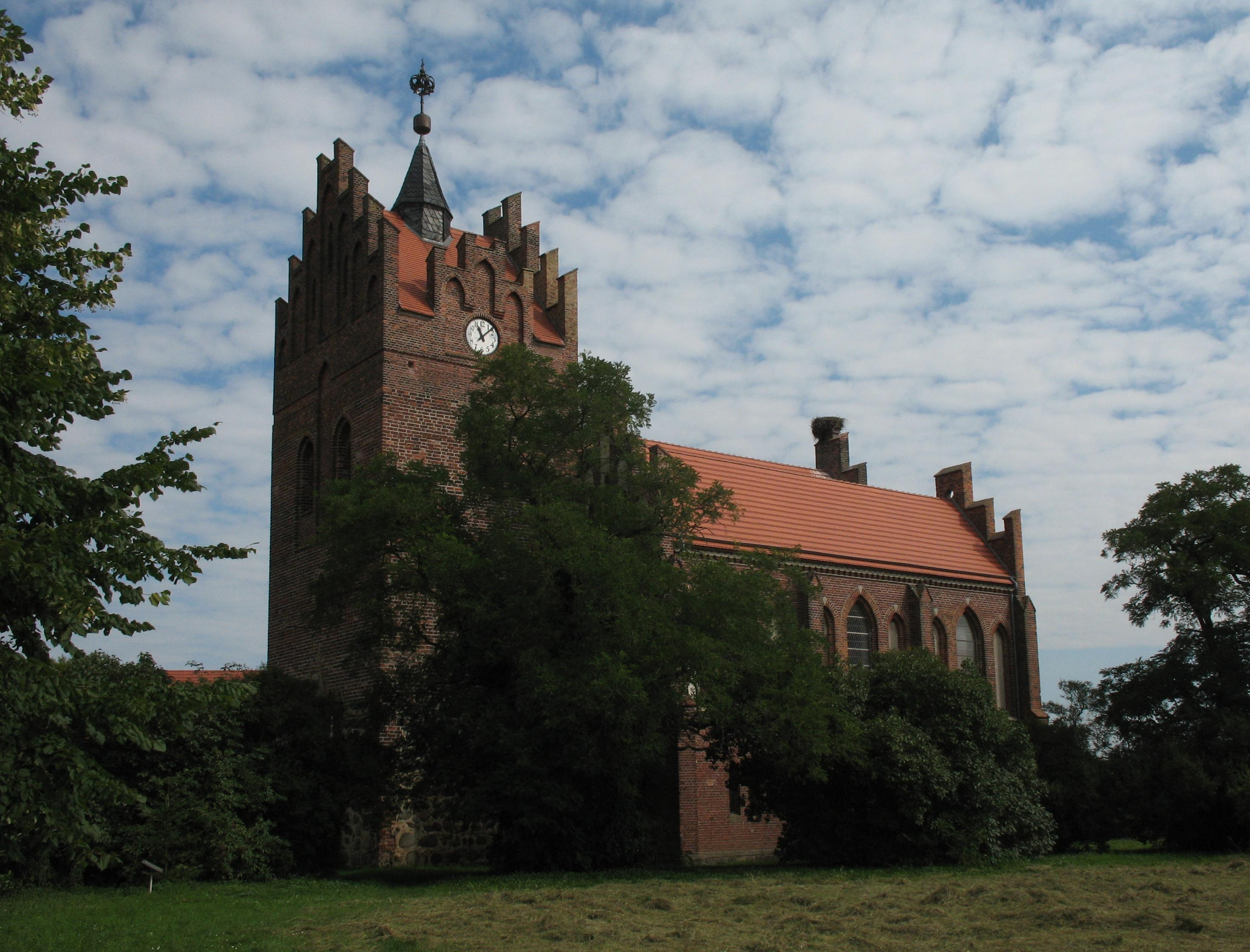
Nhà thờ
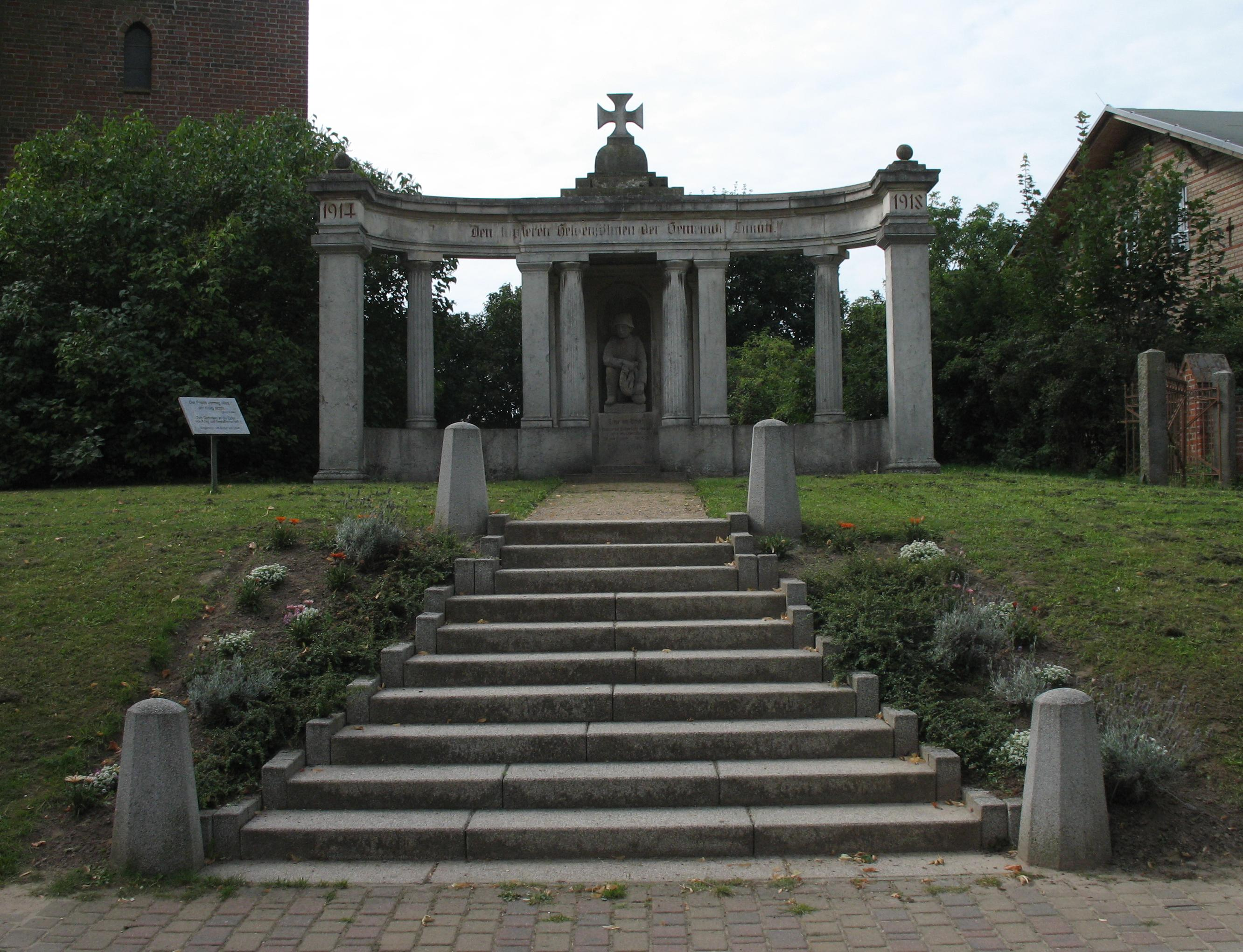
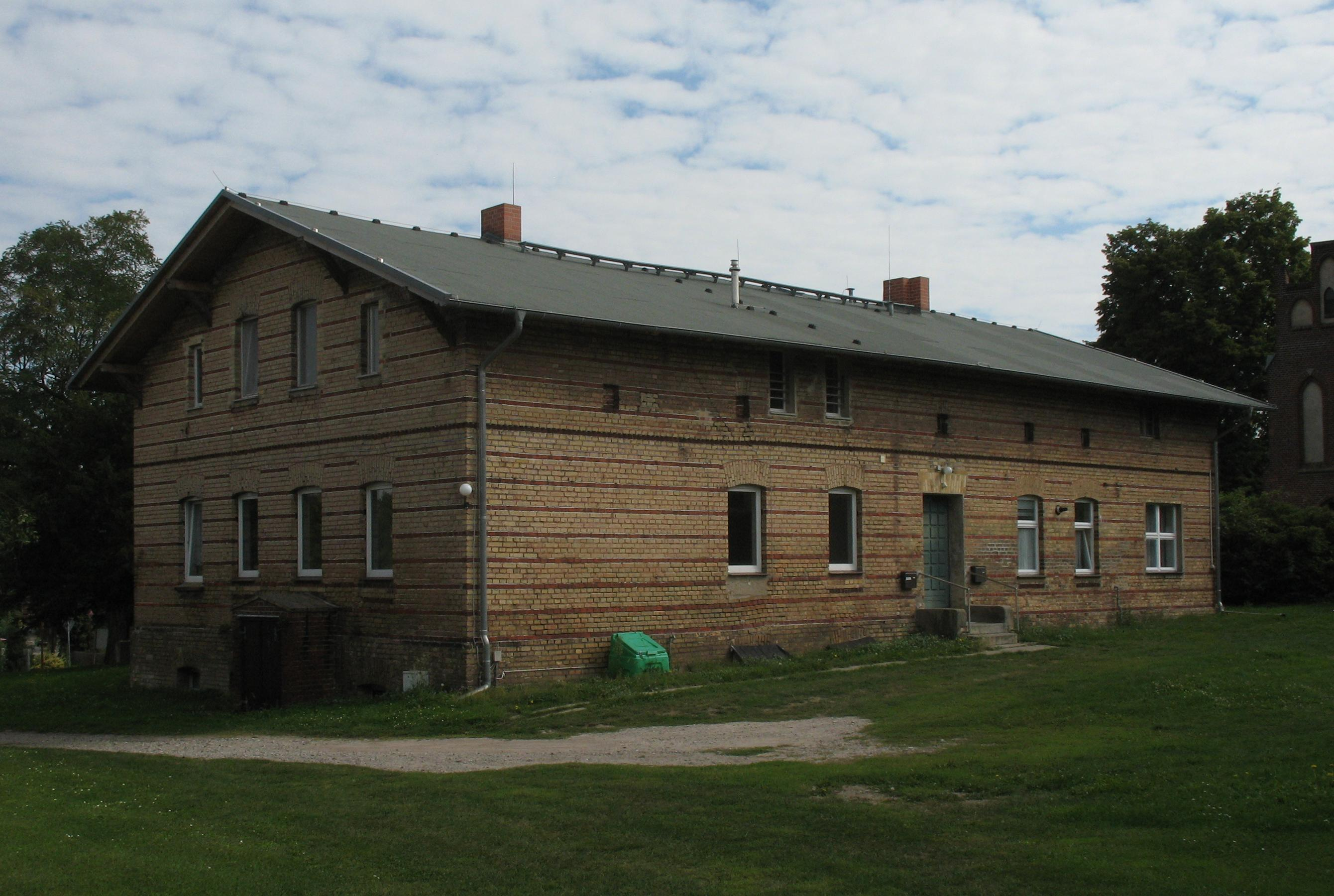
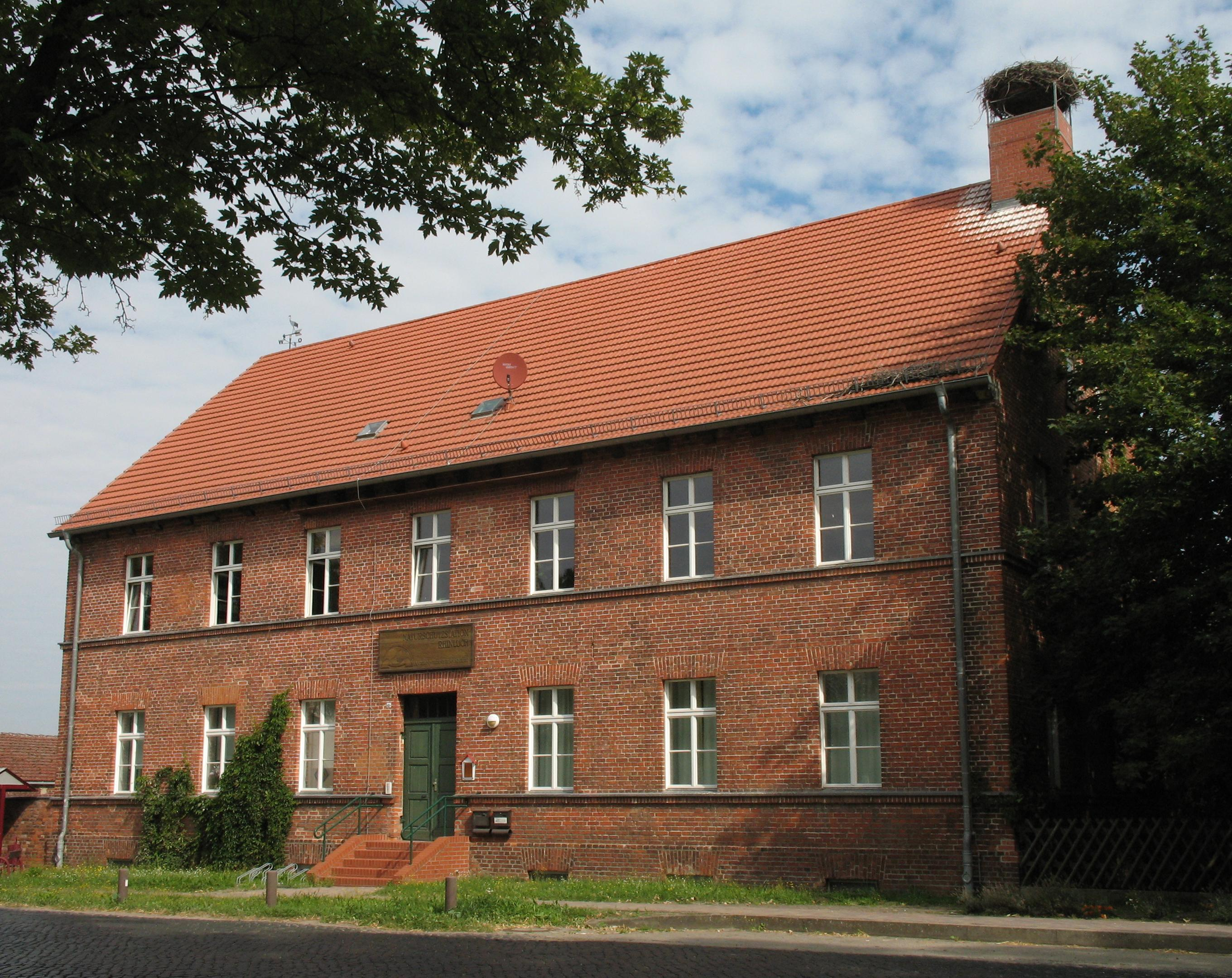
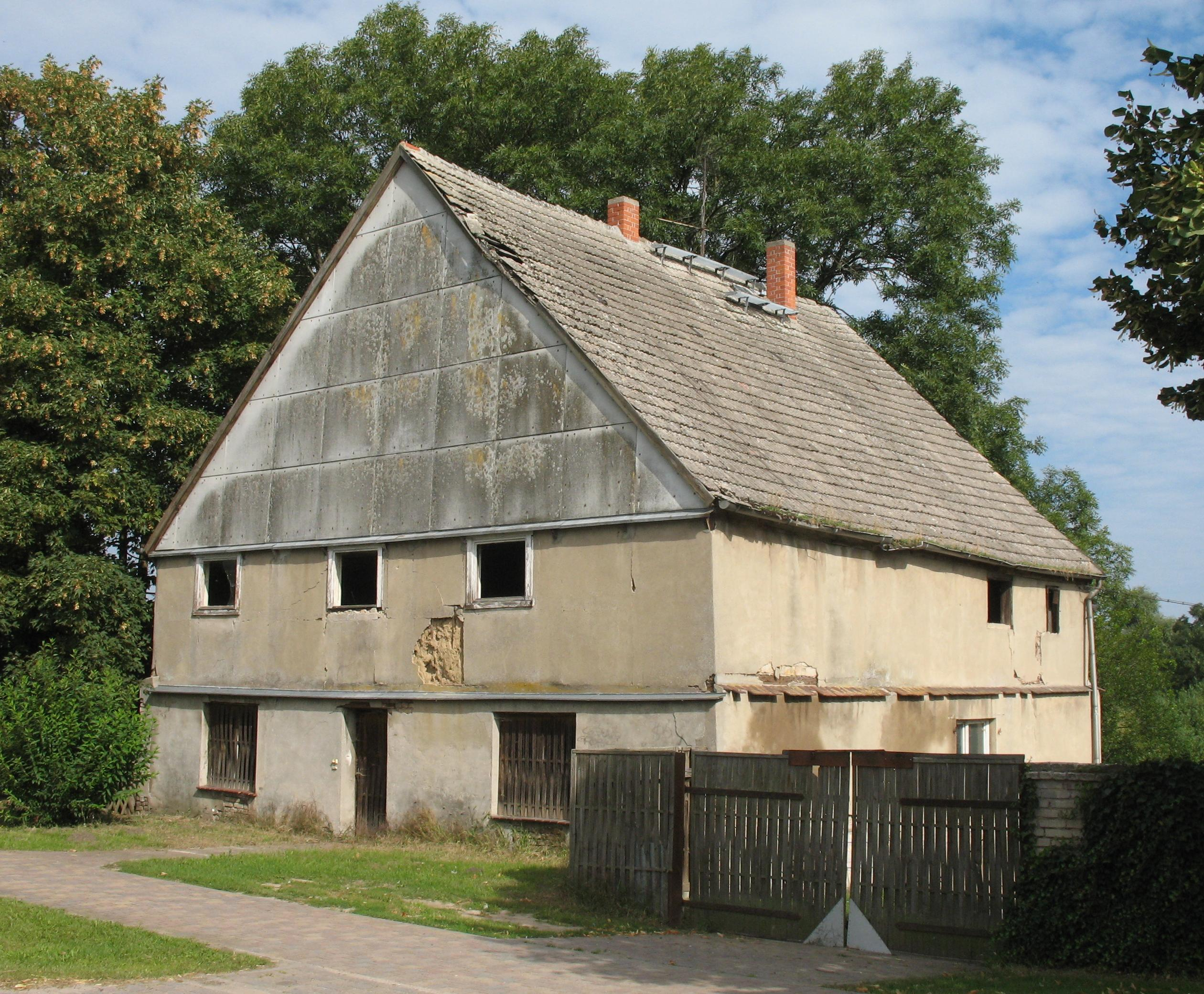